# Cerisy-la-Salle
Cerisy-la-Salle település Franciaországban, Manche megyében. Lakosainak száma 1026 fő (2022. január 1.). Cerisy-la-Salle Cametours, Carantilly, Dangy, Montpinchon és Notre-Dame-de-Cenilly községekkel határos.

## Népesség
A település népességének változása:
| Lakosok száma | 1031 | 912  | 1004 | 1033 | 1037 | 1060 | 1043 | 1004 | 1009 | 1026 |
|               | 1968 | 1982 | 1990 | 2006 | 2013 | 2015 | 2017 | 2019 | 2020 | 2022 |